# Jeanne de Kempenaer
Jeanne Agnes Reinarda de Kempenaer (ook: J. van Anrooy-de Kempenaer) (Serang (Bantam), 21 oktober 1897 - Ermelo, 14 juli 1945) was een Nederlandse publiciste en secretaris van het eerste Louis Couperus Genootschap.

## Biografie
De Kempenaer was lid van de familie De Kempenaer en een dochter van jurist mr. Gerrit Jacob de Kempenaer (1869-1951) en Hermine Betsy Albertine Resink (1872-1931). Ze trouwde in 1921 met architect Henri Anton van Anrooy (1885-1964) welk huwelijk in 1932 door echtscheiding werd ontbonden. Haar zus, Hermine Gerarda de Kempenaer (1903-1997) was de eerste presidente van de Oorlogsgravenstichting en trouwde ook met een Van Anrooy, namelijk de arts dr. Anton van Anrooy (1896-1946).
Van Anrooy-de Kempenaer hield in de jaren 1920 geregeld lezingen over Italië en zijn geschiedenis, onder andere voor de Volksuniversiteit van Hilversum, de plaats waar zij woonde. In die jaren publiceerde ze ook journalistiek werk in de Telegraaf.
Toen in december 1928 het (eerste) Louis Couperus Genootschap werd opgericht werd zij de secretaris-penningmeester; zij kende vermoedelijk de voorzitter, Henri van Booven uit Hilversum, hoewel zij in 1928 in Amsterdam woonde. Al in 1929 hield Van Anrooy voor het genootschap een lezing (met lichtbeelden) over Couperus en Italië.
Na haar scheiding vestigde Van Anrooy zich in Den Haag en begon als lerares M.O. Franse conversatie- en kunstgeschiedenislessen te geven. Ze overleed in 1945 te Ermelo.